# Staubbachfall

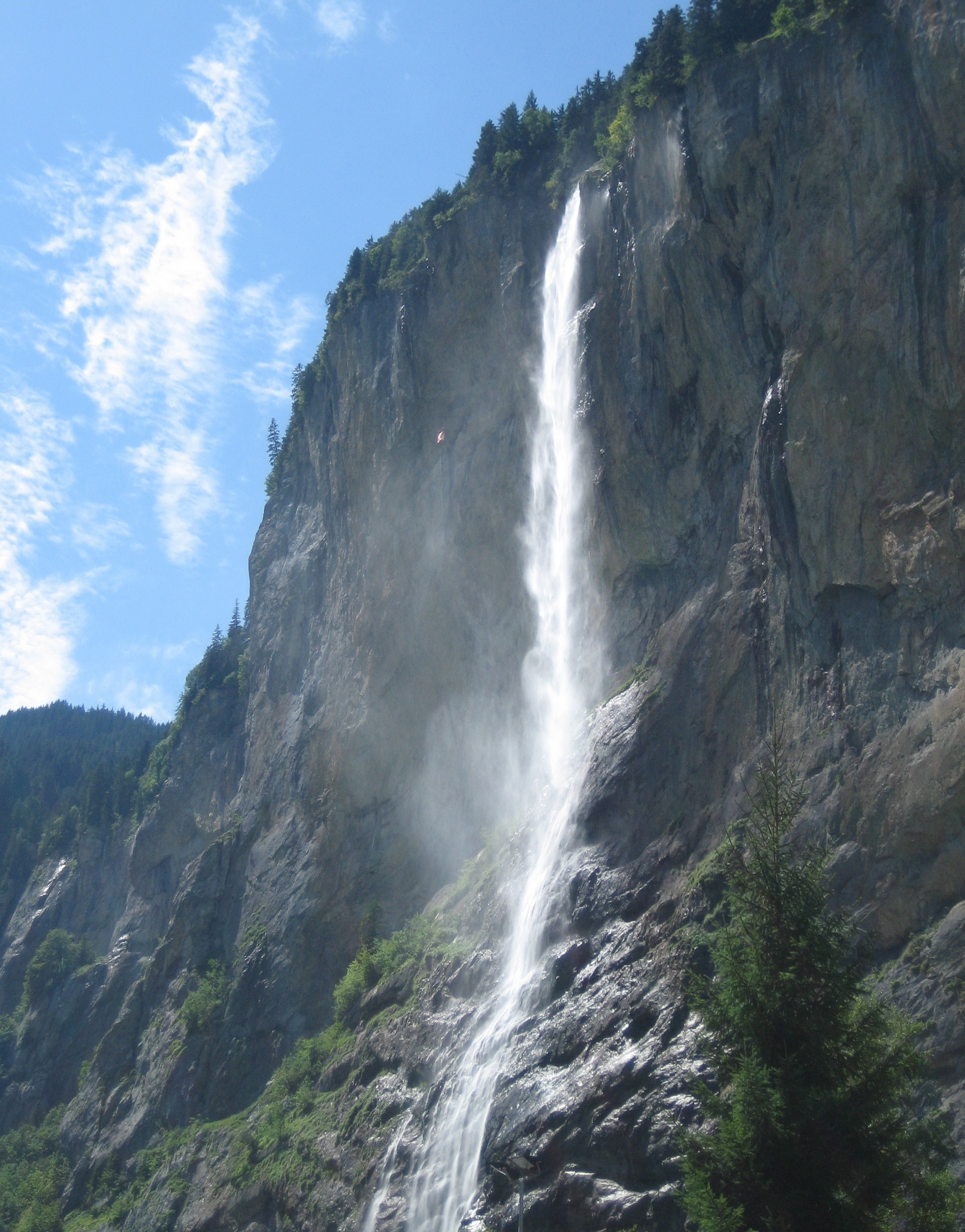
Staubbachfall vom Dorf Lauterbrunnen aus gesehen

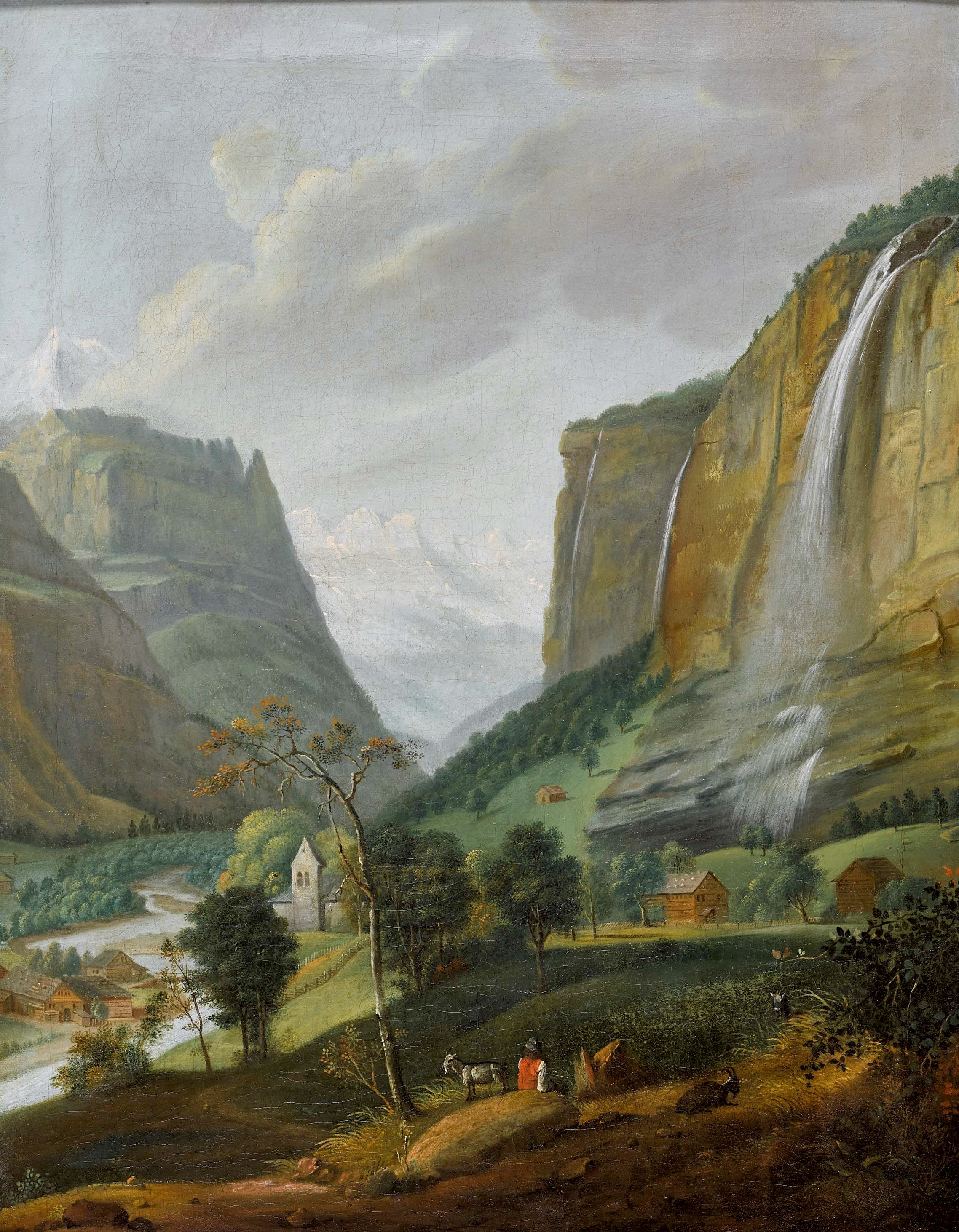
Staubbachfall, Gemälde von Johann Ludwig Aberli (um 1760)

Der Staubbachfall ist ein 297 Meter hoher Wasserfall in der Schweiz, dessen Wasser von der linken Flanke des Lauterbrunnentals im Berner Oberland auf den Talboden fällt. In Verbindung mit der regelmässig auftretenden Thermik wird das Wasser in alle Richtungen verstäubt, was dem Wasserfall seinen Namen gab.
Zugänglich ist der Fall im Sommer über eine Felsengalerie. Die übrige Zeit ist der Weg wegen Eisschlags und aufgrund möglichen Steinschlags gesperrt.
Der Staubbachfall ist einer jener Wasserfälle, die sich an den Schultern der eiszeitlichen Trogtäler in den Alpen bilden. Infolge des Gletscherschliffs während der Kaltzeiten wurden die hohen und senkrechten Felsen geschaffen, über die die Bäche in die Tiefe stürzen. Der Staubbachfall ist nach den Seerenbachfällen am Walensee einer der höchsten Wasserfälle der Schweiz.
Johann Wolfgang von Goethe liess sich 1779 auf seiner zweiten Schweizreise vom Staubbachfall inspirieren und verfasste dort seinen Gesang der Geister über den Wassern:

Des Menschen Seele

Gleicht dem Wasser:

Vom Himmel kommt es,

Zum Himmel steigt es,

Und wieder nieder

Zur Erde muß es,

Ewig wechselnd.

Strömt von der hohen,

Steilen Felswand

Der reine Strahl,

Dann stäubt er lieblich

In Wolkenwellen

Zum glatten Fels,

Und leicht empfangen,

Wallt er verschleiernd,

Leisrauschend

Zur Tiefe nieder.

Ragen Klippen

Dem Sturz entgegen,

Schäumt er unmutig

Stufenweise

Zum Abgrund.

Im flachen Bette

Schleicht er das Wiesental hin,

Und in dem glatten See

Weiden ihr Antlitz

Alle Gestirne.

Wind ist der Welle

Lieblicher Buhler;

Wind mischt vom Grund aus

Schäumende Wogen.

Seele des Menschen,

Wie gleichst du dem Wasser!

Schicksal des Menschen,

Wie gleichst du dem Wind!